# Anna Maria Ioppolo
Anna Maria Ioppolo (* 12. September 1943; † 14. Dezember 2020) war eine italienische Philosophiehistorikerin auf dem Gebiet der antiken Philosophie.
Von 1972 bis 1980 lehrte sie als Assistente ordinario an der Universität La Sapienza in Rom, von 1980 bis 1986 als Professor associato. Ihren ersten Lehrstuhl für Geschichte der antiken Philosophie hatte sie von 1986 bis 1996 an der Universität Bari, von 1996 bis zu ihrer Emeritierung 2013 war sie Professorin für Geschichte der antiken Philosophie an der Universität La Sapienza. 2014 erhielt sie dort den Titel einer Professoressa emerita. Sie war bislang die einzige Vertreterin ihres Landes im Leitungsgremium der Symposia Hellenistica, dem sie von 1995 bis 2013 angehörte. Von 1998 bis 2016 war sie Herausgeberin der Zeitschrift Elenchos.
Ihr Forschungsschwerpunkt war neben Sokrates und Platon vor allem die hellenistische Philosophie: Stoizismus, Skeptizismus, Pyrrhonismus, Ariston von Chios, Sextus Empiricus, Cicero und Seneca.

## Schriften (Auswahl)
- Bruno Centrone et al. (Hrsg.): Dibattiti filosofici ellenistici. Dottrina delle cause, Stoicismo, Accademia scettica. Academia Verlag, St. Augustin 2013, ISBN 978-3-89665-615-5 (Sammlung von Aufsätzen von Ioppolo)
- La testimonianza di Sesto Empirico sull’Accademia scettica. Bibliopolis, Neapel 2009.
- mit David Sedley (Hrsg.): Pyrrhonists, Patricians, Platonizers. Hellenistic Philosophy in the Period 155–86 BC. Bibliopolis, Neapel 2007.
- (Hrsg.): Apologia di Socrate. Laterza, Bari 2003.
- Opinione e scienza: il dibattito tra Stoici e Accademici nel III e nel II secolo a. C. Bibliopolis, Neapel 1986.
- Aristone di Chio e lo stoicismo antico. Bibliopolis, Neapel 1980.